# Båstad-Östra Karups församling
Båstad-Östra Karups församling är en församling i Bjäre-Kulla kontrakt i Lunds stift. Församlingen ligger i Båstads kommun i Skåne län och är delad mellan landskapen Skåne och Halland. Församlingen utgör ett eget pastorat.

## Administrativ historik
Församlingen bildades 2010 genom sammanslagning av Båstads församling i Skåne  och Östra Karups församling i Halland och utgör sedan dess ett eget pastorat.

## Kyrkor

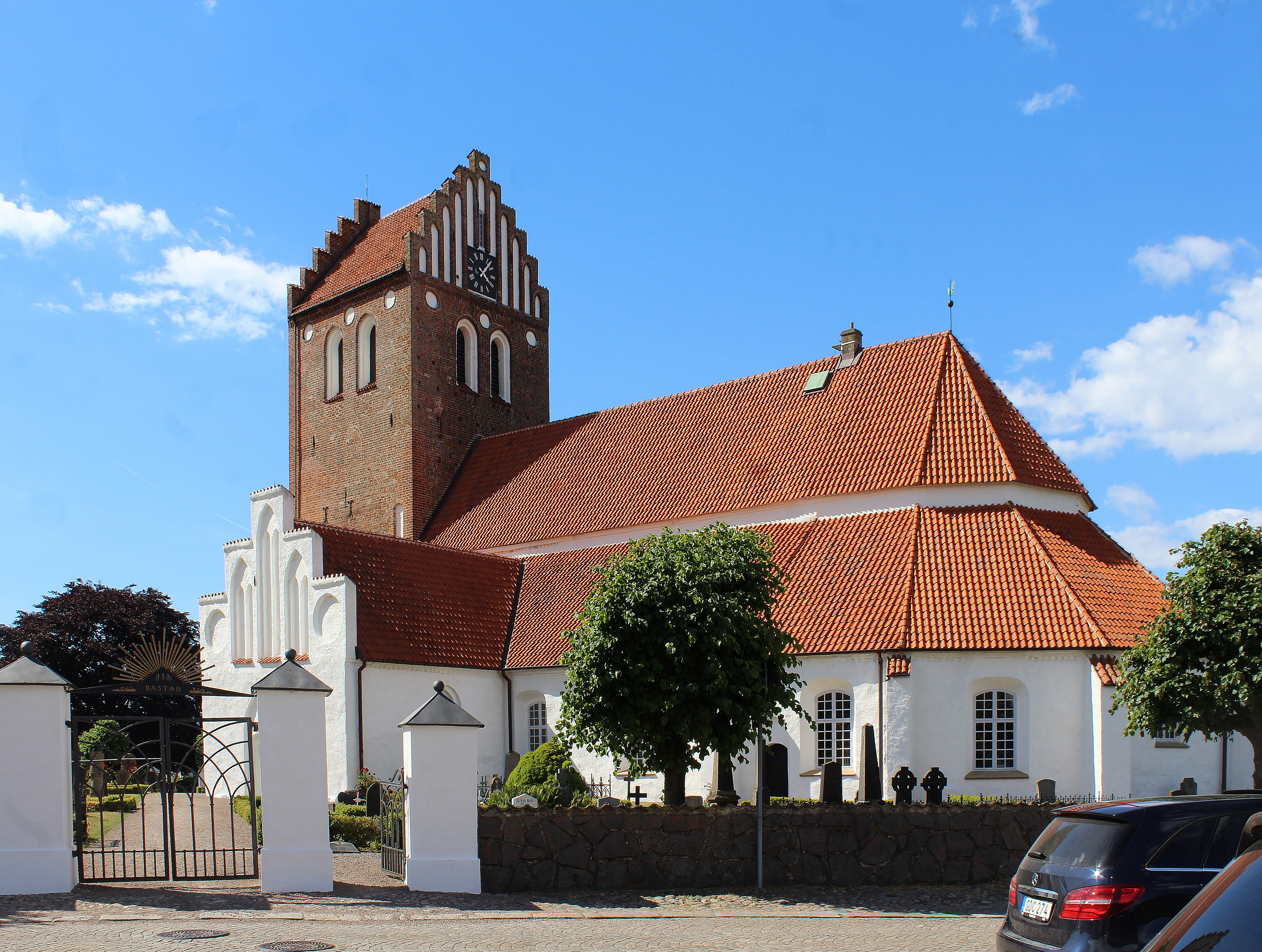
Mariakyrkan, Båstad
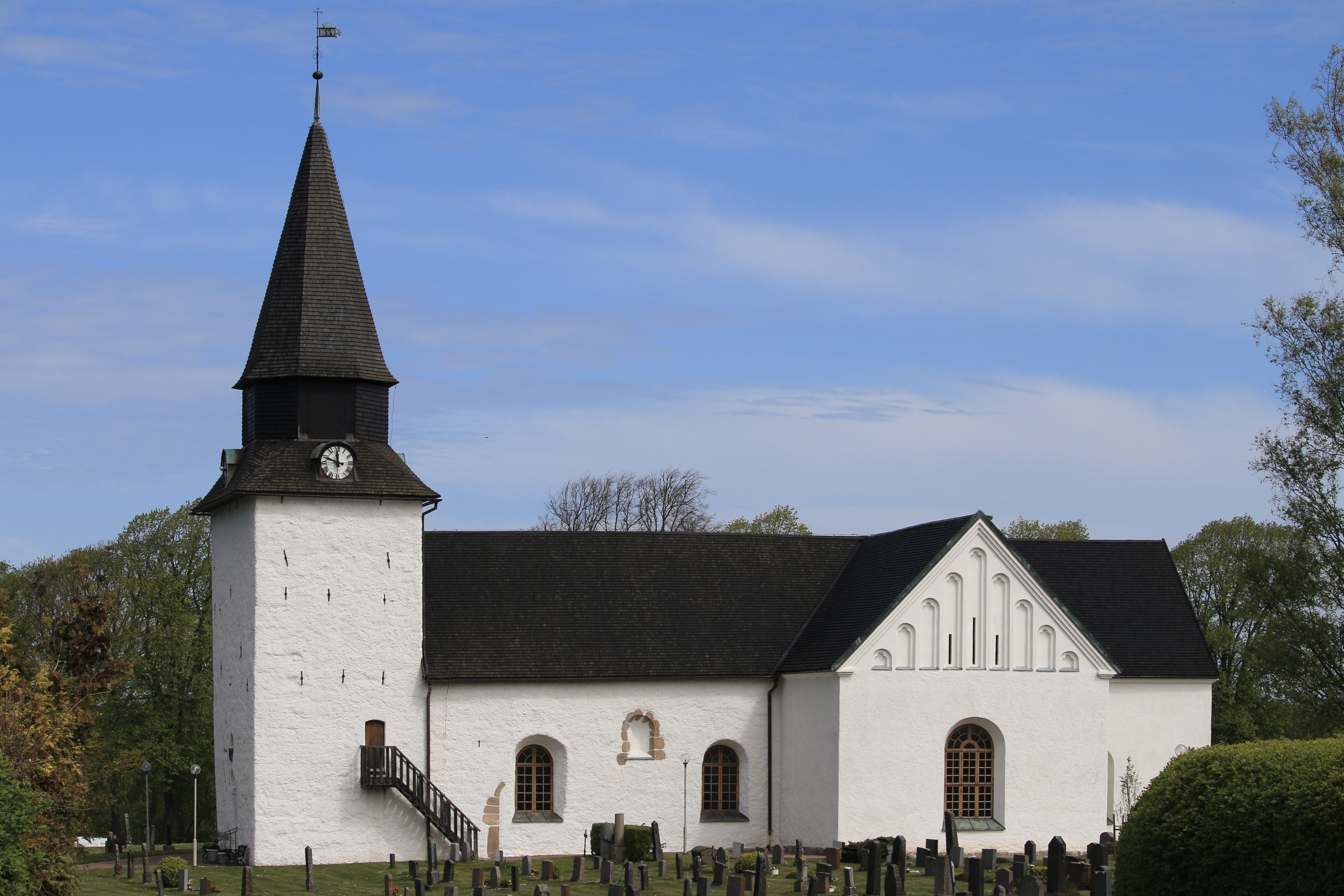
Östra Karups kyrka